# Estilo protocorintio

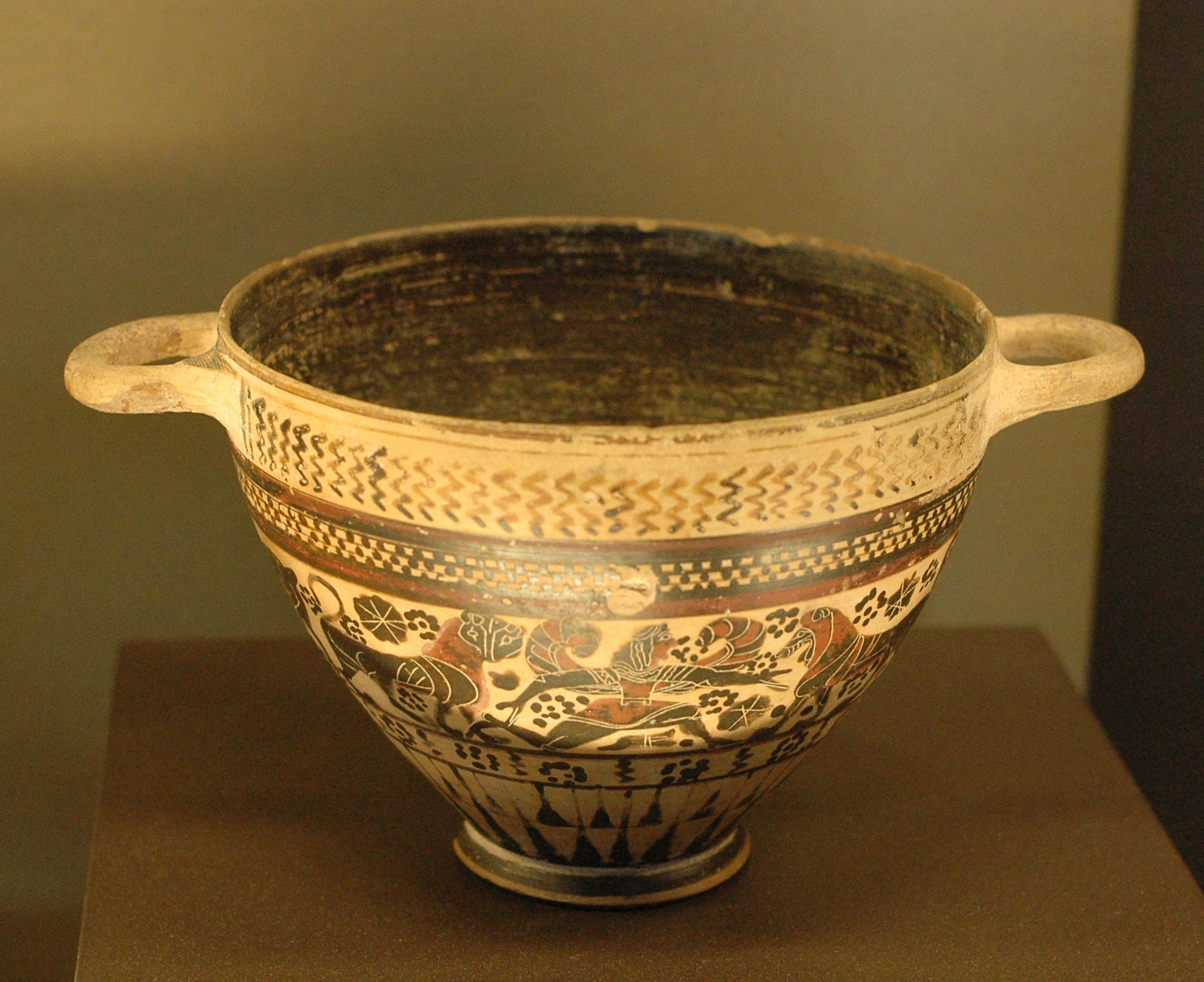
Esquifos típico del periodo protocorintio. Se puede observar la corola de rayos triangulares en su base.

Se conoce como estilo protocorintio a la forma original de producción cerámica que se desarrolló en Corinto durante el período orientalizante de Grecia, entre los años 730 a. C. a 620 a. C.

## Periodización
La etapa protocorintia, surgida en el 730 a. C., puede ser dividida en cuatro partes:
- Protocorintio antiguo: 730 a. C.-700 a. C.
- Protocorintio medio: 700 a. C.-650 a. C.
- Protocorintio tardío: 650 a. C.-630 a. C.
- Transición al corintio: 630 a. C.-620 a. C.

## Protocorintio antiguo
En estos momentos aparecen nuevas formas de vasos, de los cuales se usan especialmente dos para marcar la cronología del periodo protocorintio según la evolución de sus formas. Estos dos nuevos vasos son el aríbalo y la cótila (taza pequeña y profunda de dos asas).
El aríbalo es un vaso de origen chipriota que evolucionará desde una forma globular a ovoide para, nuevamente, recuperar su forma globular original hacia el 600 a. C. En los aríbalos comienzan a apreciarse la técnica de las figuras negras, invención corintia. La evolución de la cótila se marcará por su decoración, pasando de un barnizado completo hasta ser sustituido por una serie de líneas horizontales paralelas, con alternancia de bandas claras y oscuras.

## Protocorintio medio
Aparecen en los vasos la técnica de las figuras negras con las modalidades de silueta y de contorno. Como motivos decorativos suelen aparecer en la base de los vasos una corola de rayos triangulares; en el hombro se muestran bandas de flores y en el cuerpo el tema central. En bandas estrechas suelen representarse figuras a caballo o temas de caza.
La obra más representativa de este periodo es el aríbalo MacMillan, ubicado actualmente en el Museo Británico de Londres.

## Protocorintio tardío
Es un periodo de aumento de la producción cerámica y de reducción de su calidad. Los aríbalos se hacen más esbeltos y aparecen nuevas formas como el olpe. El vaso más característico de este momento es el olpe Chigi, cuyo autor pudiera ser el mismo que el del aríbalo MacMillan.

## Transición al corintio
Se trata de una etapa de decadencia. La decoración se trata de resolver de forma rápida, desapareciendo la decoración en banda para pasar a cubrir toda la superficie del vaso con una o dos figuras. Aparece un nuevo tipo de vaso, el alabastrón, que sustituye al aríbalo.
| Predecesor: Periodo Geométrico | Periodo protocorintio 730 a. C. - 620 a. C. | Sucesor: Periodo corintio |